# Barcin (gemeente)

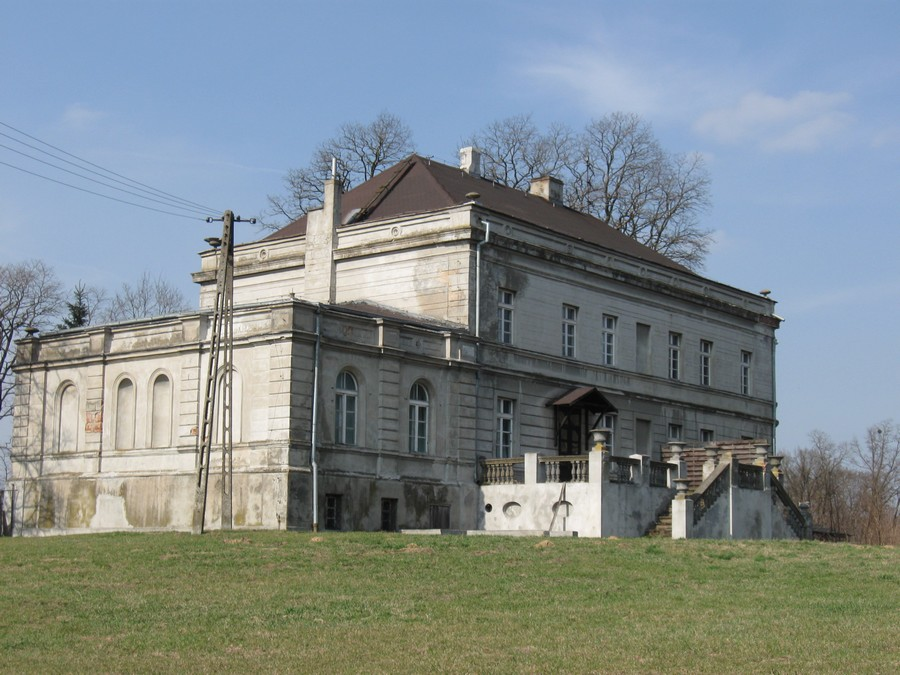

De gemeente Barcin is een stad- en landgemeente in het Poolse woiwodschap Koejavië-Pommeren, in powiat Żniński.
De zetel van de gemeente is in Barcin.
Op 30 juni 2004 telde de gemeente 14 858 inwoners.

## Oppervlakte gegevens
In 2002 bedroeg de totale oppervlakte van gemeente Barcin 121,08 km², waarvan:
- agrarisch gebied: 76%
- bossen: 8%

De gemeente beslaat 12,3% van de totale oppervlakte van de powiat.

## Demografie
Stand op 30 juni 2004:
| Omschrijving                   | Totaal | Totaal | Vrouwen | Vrouwen | Mannen | Mannen |
| ------------------------------ | ------ | ------ | ------- | ------- | ------ | ------ |
| eenheid                        | aantal | %      | aantal  | %       | aantal | %      |
| inwoners                       | 14 858 | 100    | 7524    | 50,6    | 7334   | 49,4   |
| bevolkingsdichtheid (inw./km²) | 122,7  | 122,7  | 62,1    | 62,1    | 60,6   | 60,6   |

In 2002 bedroeg het gemiddelde inkomen per inwoner 1667,07 zł.

## Sołectwa gmina Barcin
- Barcin-Wieś
  - Julianowo
- Dąbrówka Barcińska
- Józefinka
  - Knieja
- Kania
  - Augustowo
  - Gulczewo
- Krotoszyn
  - Wapienno
- Mamlicz
- Piechcin
  - Aleksandrowo
- Młodocin
- Pturek
- Sadłogoszcz
- Szeroki Kamień
- Wolice
- Zalesie Barcińskie
  - Bielawy
- Złotowo

## Aangrenzende gemeenten
Dąbrowa, Łabiszyn, Pakość, Złotniki Kujawskie, Żnin